# Cimbros

As migrações dos Cimbros e dos Teutões

Os Cimbros eram uma tribo germânica que, segundo Tácito e Ptolomeu, era originária da Jutlândia, na atual Dinamarca. Por volta de 110 a.C., juntamente com elementos celtas, e confederados com os Teutões, atacaram e pilharam a Gália e norte da Itália, entrando em conflito com a República Romana.
 Finalmente, foram derrotados pelos Romanos em 101 a.C.